# Orkan Lothar
Lothar war ein Orkantief, das sich über der Biskaya entwickelt hatte und am 26. Dezember 1999 in nordöstlicher Richtung über West- und Mitteleuropa hinwegzog. Der Orkan richtete vor allem in Nordfrankreich, der Schweiz, Süddeutschland und Österreich die höchsten Sturmschäden der jüngeren europäischen Geschichte an.
Lothar folgte dem Orkan Anatol, der am 3. Dezember 1999 über Dänemark und Südwest-Schweden hinwegfegte und mit dem Sturmtief Martin vom 27. Dezember 1999 zu den drei Winterstürmen von 1999 gehört.

## Verlauf
Von Frankreich aus mit einer Vorwärtsgeschwindigkeit von 100 km/h kommend, ab dem Norden der Bretagne um ca. 4 Uhr, traf der Sturm etwa zweieinhalb Stunden von 10 Uhr bis 12:30 Uhr den Schwarzwald, die Schweiz und Liechtenstein sowie Österreich.

### Windgeschwindigkeiten
Die stärksten Böen wurden in Deutschland mit 272 km/h auf dem Hohentwiel bei Singen und auf dem Wendelstein mit 259 km/h gemessen. Auf dem Feldberg im Schwarzwald wurden 212 km/h gemessen, allerdings fiel währenddessen das Windmessgerät der Wetterstation wegen eines Stromausfalls aus. In der Schweiz war der höchste gemessene Wert auf dem Jungfraujoch mit 249 km/h, auf dem Zürcher Hausberg Uetliberg 241 km/h. In Österreich wurde die Höchstgeschwindigkeit mit 218 km/h auf dem Feuerkogel gemessen, die höchste in Österreich je gemessene Windgeschwindigkeit.
Im Flachland betrugen die Böenspitzen in der Schweiz verbreitet 140 km/h, im Zürcher Oberland bis zu 160 km/h, selbst in Tallagen. In Brienz waren außergewöhnliche 181 km/h gemessen worden, in Vaduz, dem Hauptort von Liechtenstein, 165 km/h. Im deutschen Flachland lag der höchste Wert bei 151 km/h in Karlsruhe.

## Auswirkungen

### Todesopfer
Infolge des Sturms und der Aufräumarbeiten starben etwa 140 Menschen in Europa, darunter 92 in Frankreich. Darin eingeschlossen sind auch die Opfer des Sturms Martin, der am Folgetag Südfrankreich traf.
In Baden-Württemberg wurden am Sturmtag 13 Menschen getötet, in der Schweiz starben 14 Menschen. Auch Wochen nach dem Sturm kamen während der Aufräumarbeiten noch Menschen zu Tode, und zwar überwiegend im Privatwald, wo wenig geschulte Waldbesitzer und ihre Angehörigen bei den Holzbergungsarbeiten meist von unter Spannung stehenden Baumstämmen erschlagen wurden. In der Schweiz starben allein durch solche Unfälle 15 Menschen.
In Österreich gab es zum Jahresende 1999 keine ernsthaft Verletzten.

### Schaden
Der Sturm hat einen geschätzten Versicherungsschaden (Swiss Re) von über 6 Mrd. USD verursacht, ähnlich wie Daria im Jahr 1990. Er ist damit einer der weltweit teuersten Versicherungsfälle, die an Stürmen nur vom Hurrikan Andrew 1992, dem Taifun Mireille 1991, Katrina 2005 und Hurrikan Harvey 2017 übertroffen wird. In der Schweiz kamen neben den 600 Millionen Franken an Waldschäden noch 600 Millionen Franken an Gebäudeschäden dazu. Die geschätzte Schadenssumme aller quantifizierbaren Schäden soll dort rund 1,78 Milliarden Franken betragen. Aon Benfield geht in seinem Bericht „Winterstürme in Europa – Historie von 1703 bis 2012“ von einem versicherten Schaden in Deutschland von 1,2 Milliarden Euro aus. Insgesamt beliefen sich die volkswirtschaftlichen Schäden auf mehr als 15 Milliarden Euro.

#### Infrastruktur

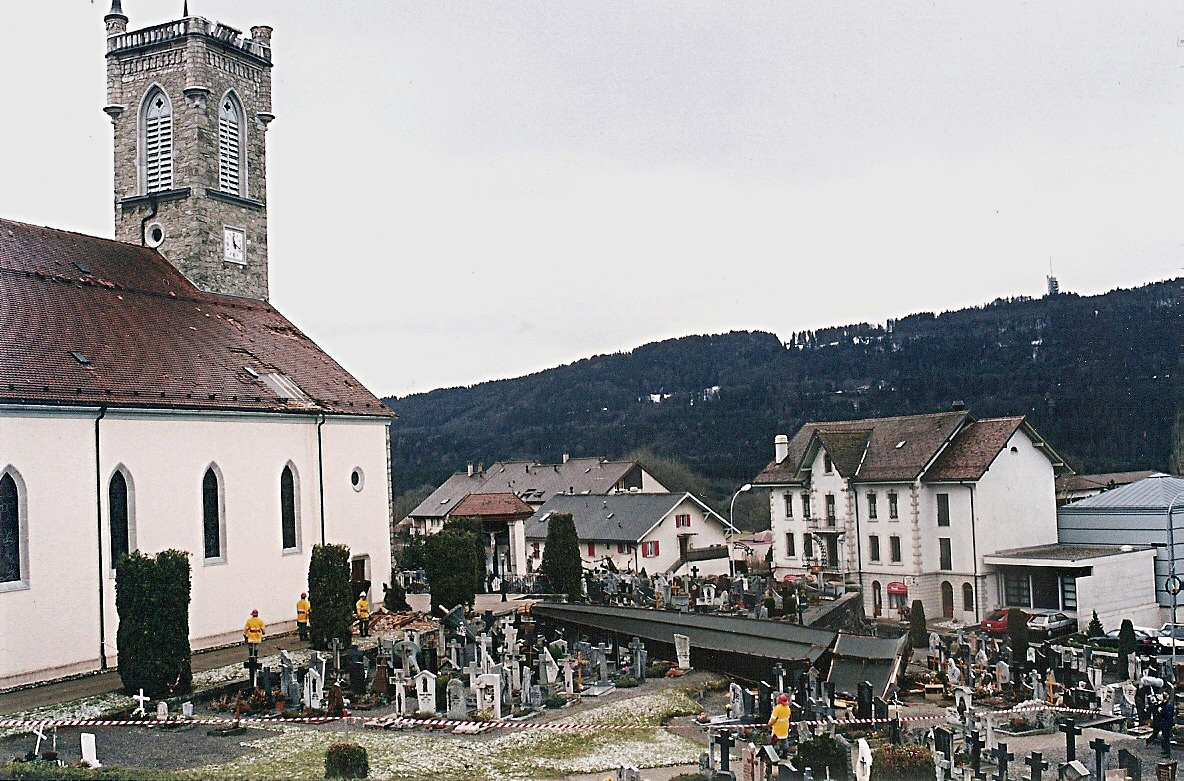
Attalens (Schweiz), abgerissene Kirchturmspitze nach dem Orkan

Am Zugersee wurden durch den Orkan in der Stadt Zug die Mole versenkt, und in Arth riss sich die Mole los und wurde stark beschädigt. Im Kanton Nidwalden wurden 20 % aller Gebäude beschädigt. Die Bundesautobahn 8 zwischen Heimsheim und Karlsruhe war mehrere Tage von umgestürzten Bäumen blockiert. Durch umstürzende Bäume und Fahrleitungsrisse wurden zahlreiche Eisenbahnverbindungen in der gesamten Deutschschweiz unterbrochen. Die SBB hielten den Betrieb jedoch entsprechend den Umständen auf den nicht betroffenen Linien aufrecht. In Deutschland musste aufgrund gerissener Fahrdrähte der Betrieb auf einigen Strecken eingestellt werden, z. B. zwischen Stuttgart und Rottweil.
Einige Ortsteile im Bregenzerwald waren mehrere Tage ohne Strom. Die Karrenseilbahn stand einen Monat lang außerplanmäßig still, nachdem „Lothar“ ein Tragseil von der Stütze riss und ein Zugseil über ein Tragseil warf. Im Bundesland Salzburg, hauptsächlich in der Hauptstadt und der Flachgau, wurden Bäume entwurzelt, Plakatwände fielen um und mehrere O-Bus-Linien fielen wegen beschädigter Oberleitungen aus. Entwurzelte Bäume wurden auch aus Außerfern und dem Pitztal in Tirol gemeldet, wo in den Skigebieten die Benutzer mehrerer Lifte per Seilbergung evakuiert werden mussten. Kleinere Schäden, wie abgedeckte und beschädigte Dächer waren in Niederösterreich, Wien und Oberösterreich zu beklagen.

#### Waldschäden

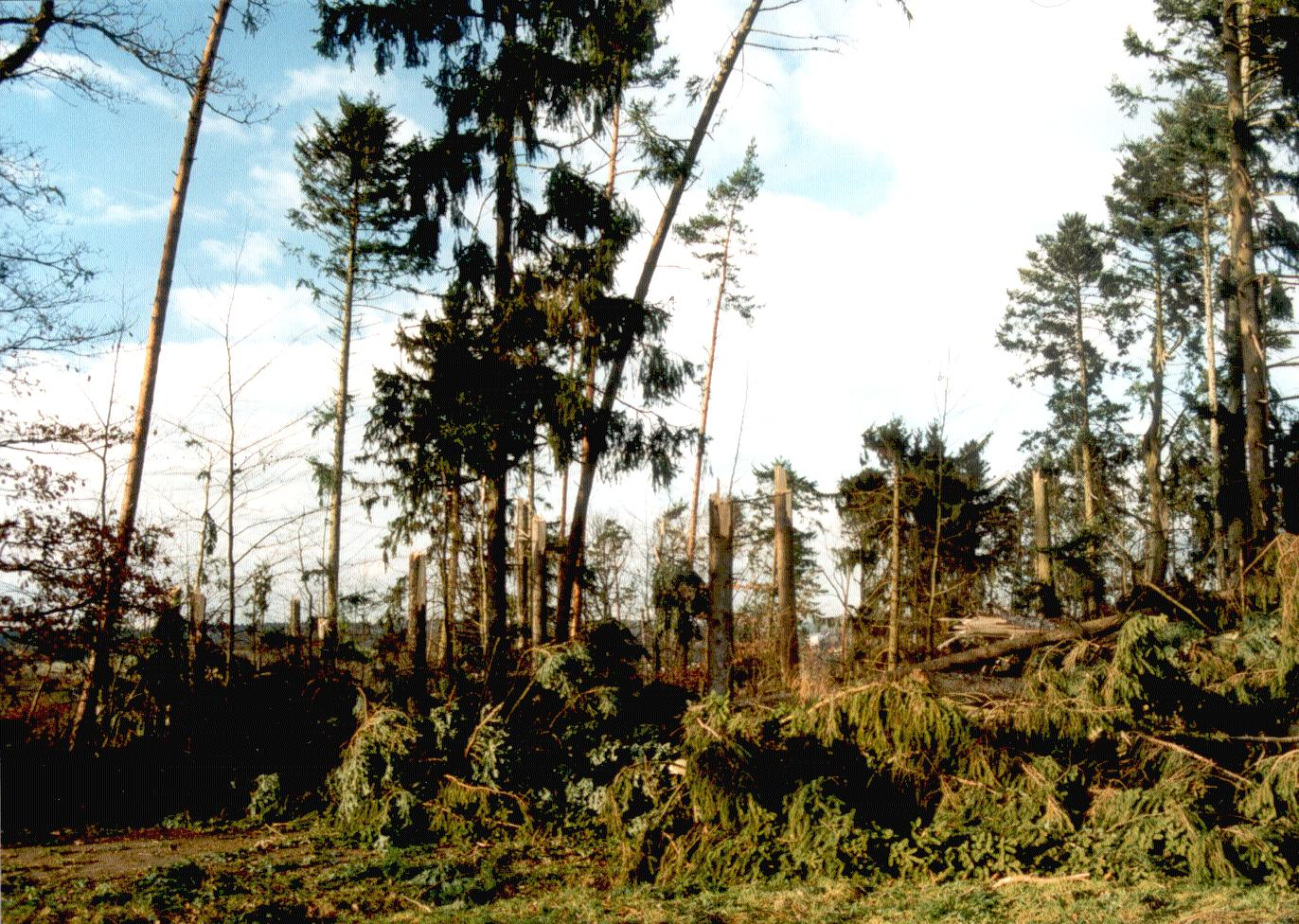
Bästenhardtwald bei Mössingen nach dem Sturm Lothar: Vorher hiebreifer Tannenbestand, nachher 17.000 fm Bruchholz

In Frankreich und in der Schweiz entstanden durch den Orkan sehr große Waldschäden, aber auch in vielen Teilen Süddeutschlands, vor allem im Schwarzwald, Schönbuch und Rammert.
In Baden-Württemberg fiel das Dreifache des Jahreseinschlages (30 Mio. Festmeter). In Bayern fielen 4,3 Mio. fm Lothar zum Opfer, in Österreich blieben die Verluste mit 0,4 Mio. fm gering. Betroffen waren vor allem Nadelholzbestände; Laubholz wurde fast nur im Mischwald geworfen. In der Schweiz wurden 10 Millionen Bäume (rund 13 Millionen Kubikmeter Holz) umgeworfen. In vielen Forstrevieren wurde ein Mehrfaches des jährlichen Holzeinschlags geworfen. Die Schadenssumme in der Schweiz alleine an Holz betrug 750 Millionen Franken. In Österreich, wo hauptsächlich Oberösterreich, das nördliche Niederösterreich, Salzburg und Vorarlberg betroffen waren, ging man Ende 1999 von 5 % des Jahreseinschlages aus, was rund 67.000 Festmetern Holz entsprach. Hauptgeschädigt war Frankreich mit 140 Mio. fm. Insgesamt wurde europaweit mit Sturmholz im Ausmaß von rund 200 Mio. fm gerechnet.
Aufräumarbeiten, Versorgung der Bevölkerung und Schadenaufnahme begannen oft noch am Tag des Sturmes durch Einsatzkräfte der Feuerwehr, der Bergwacht Schwarzwald, des Deutschen Roten Kreuzes, des Technischen Hilfswerks und der Polizei. Auch Einheiten der Bundeswehr, darunter Soldaten der deutsch-französischen Brigade aus Donaueschingen, wurden herangezogen. Im Staatswald kamen später auch Helfer aus den weniger geschädigten Bundesländern, z. B. Thüringen, zum Einsatz. Spezial- und Bergefahrzeuge wurden samt Besatzung z. T. aus dem Ausland beordert. Sogar Forstunternehmen aus Schweden, Finnland und Polen arbeiteten im Frühjahr 2000 das Sturmholz auf. Durch quer liegende Stämme kam es lokal zu tagelangen Straßensperren und erheblichen Störungen des Schienenverkehrs. Außerdem wurden in Dörfern und Städten zahlreiche Dächer abgedeckt. Vielerorts kam es zu Stromausfällen aufgrund zerrissener Leitungen und zu Störungen des Festnetzes der Deutschen Telekom. Die Koordinierung der Aufräumarbeiten wurde im Gegensatz zu früheren Sturmkatastrophen durch den Einsatz von Mobiltelefonen erleichtert.

## Meteorologische Aspekte

### Mediale Bezeichnung als Jahrhundertsturm

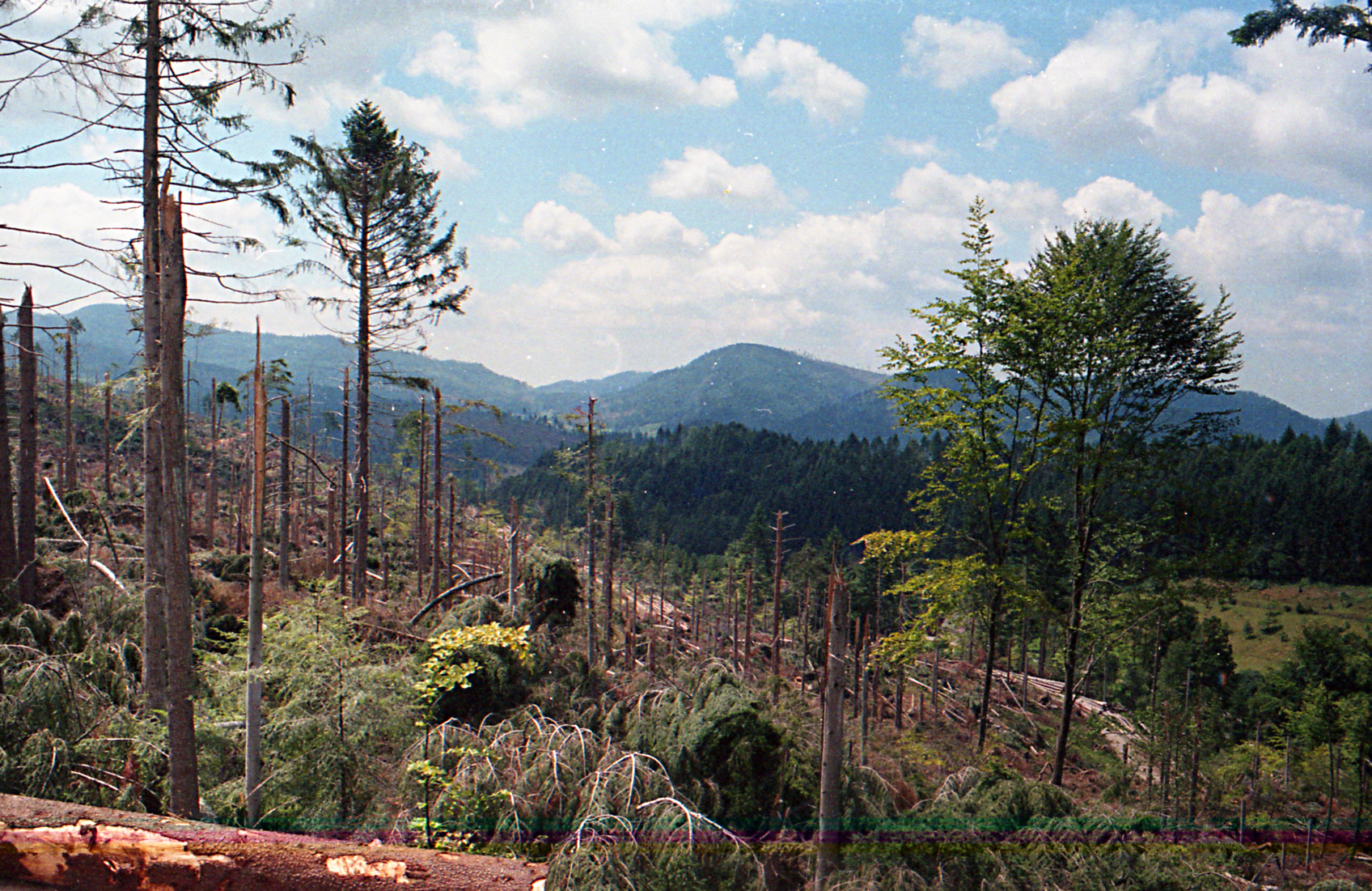
Sturmschaden bei Baden-Baden

Bis Lothar galt Daria (1990) als das Orkantief, das den höchsten – versicherten und unversicherten – Schaden angerichtet hat. Davor dürfte für Europa der Märzorkan 1876 vergleichbar sein, danach der  Orkan Kyrill im Jahr 2007. In den Medien wurden Lothar und Kyrill vielfach als ‚Jahrhundertsturm‘ bezeichnet.

### Kritik an der Vorhersage
Kritik wurde seinerzeit am Deutschen Wetterdienst geübt. Dieser entgegnete, private Wetterdienste, vor allem in Deutschland, seien in ihren Kritiken oftmals sehr voreilig, um Aufmerksamkeit zu erhalten. Als Konsequenz hat sich aber – auch im Zusammenhang mit der vermehrten Diskussion um die globale Erwärmung und zu vermutende Zunahme von Schadensereignissen – der Umgang stark geändert: Mit den EU-weiten Unwetterzentralen stehen heute moderne und hochaktuelle Warndienste zur Verfügung, und Warnungen finden allgemein auch dann Akzeptanz, wenn die Ereignisse weniger gefährlich eintreffen als angekündigt.

## Mahnmale

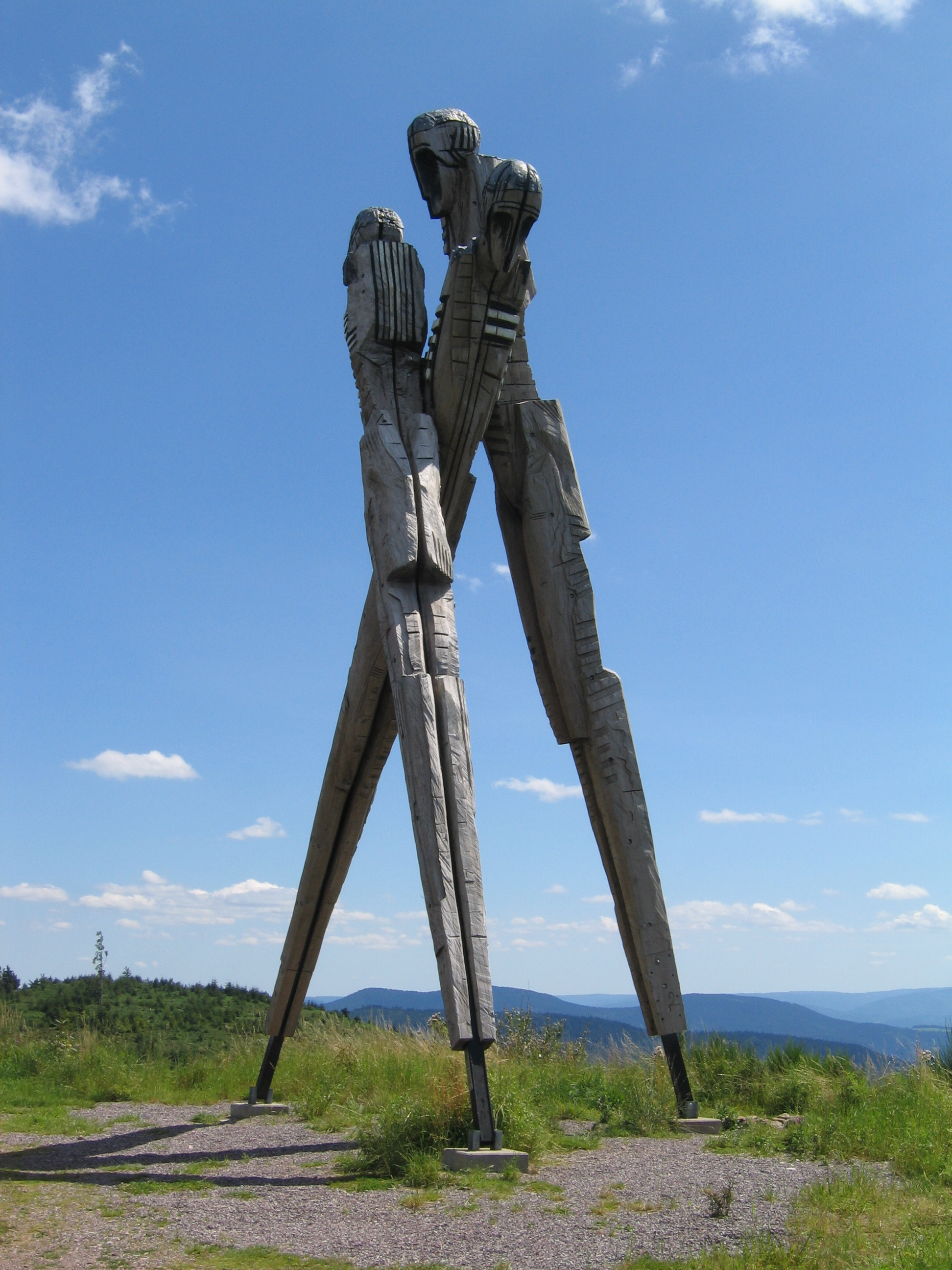
Denkmal auf dem Siedigkopf

Das Naturschutzzentrum am Ruhestein richtete gemeinsam mit dem Staatlichen Forstamt Baiersbronn nahe dem Schliffkopf, direkt an der Schwarzwaldhochstraße, Ende Juni 2003 den Sturmwurferlebnispfad „Lotharpfad“ ein. Entlang eines 800 m langen Lehr- und Erlebnispfades auf einem 10 ha großen Areal kann naturnah beobachtet werden, wie nach und nach die Sturmwurffläche neu besiedelt wird. Der „Lotharpfad“ führt dabei über Stege, Leitern und Treppen und bietet Einblicke, wie Naturkräfte wirken, wie die Natur mit einer solchen Fläche umgeht und was von selbst wieder entsteht. Das Naturschutzzentrum Ruhestein bietet Führungen an.
Als Erinnerung an den Sturm wurden Denkmäler gebaut. Unter anderem in der Schweiz der Lothurm, der bis 2014 bestand; sowie ein weiteres Denkmal auf dem Siedigkopf im Naturpark Schwarzwald Mitte/Nord.

## Medien
- Albtraum Winterstürme. Regie: Willy Meyer, SWR, Deutschland, 2009 (Programm, ARTE, Themenabend 9. März 2010 Xynthia, Chronik einer angekündigten Katastrophe Programm, Dossier)